# 테이블 나이프

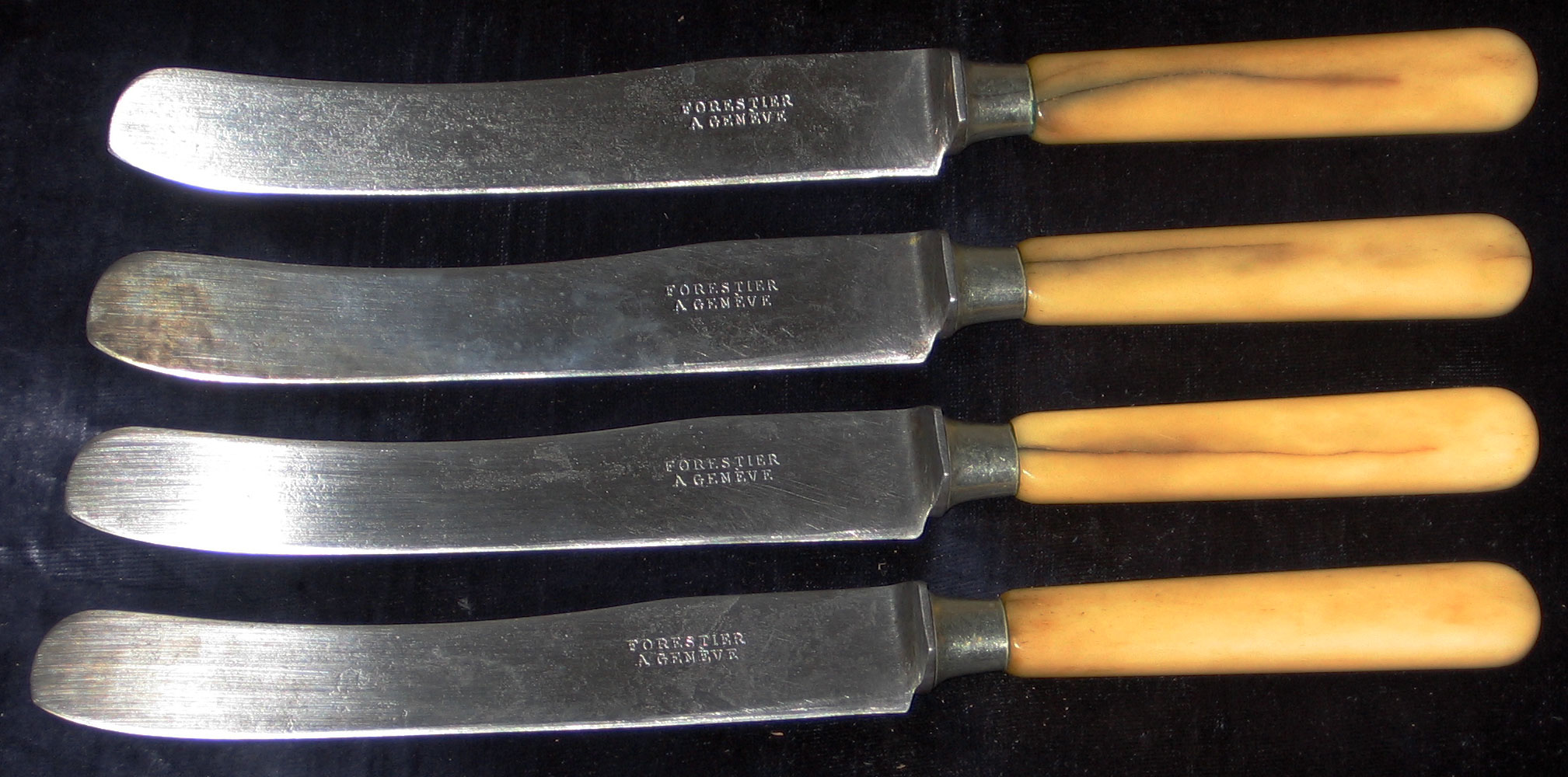
뼈 또는 상아 손잡이가 있는 테이블 나이프; 칼날에 제조사 이름이 각인되어 있다

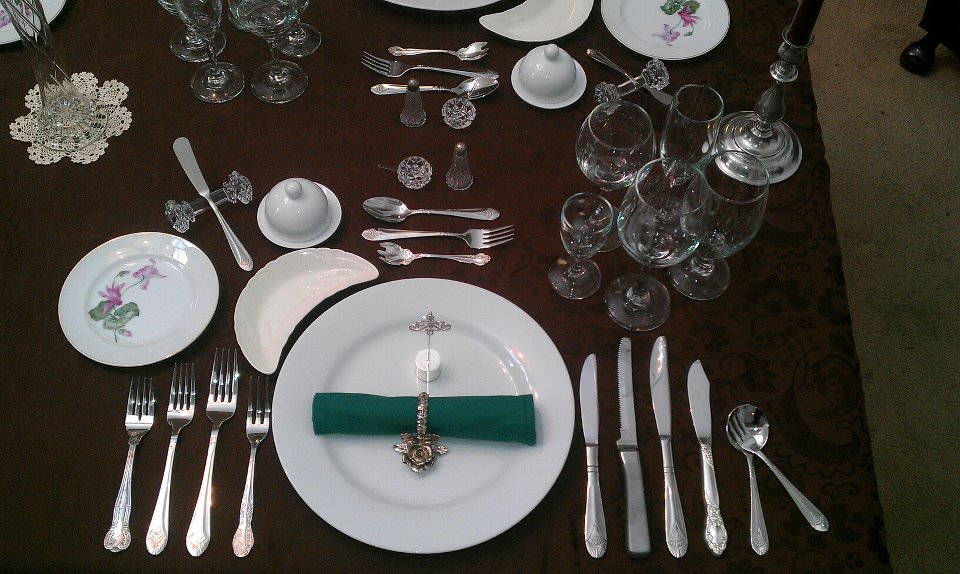
생선용 칼과 포크를 포함한 격식 있는 상차림

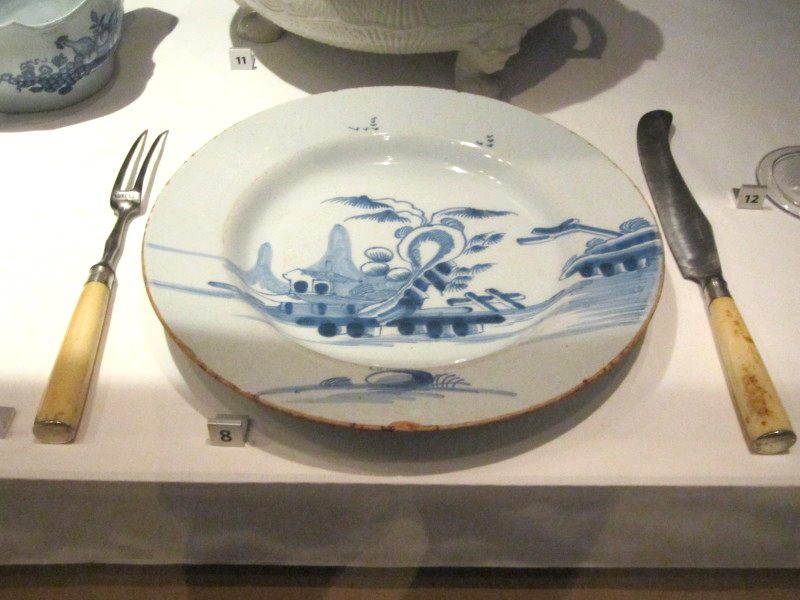
1750년경 영국의 식사 세팅

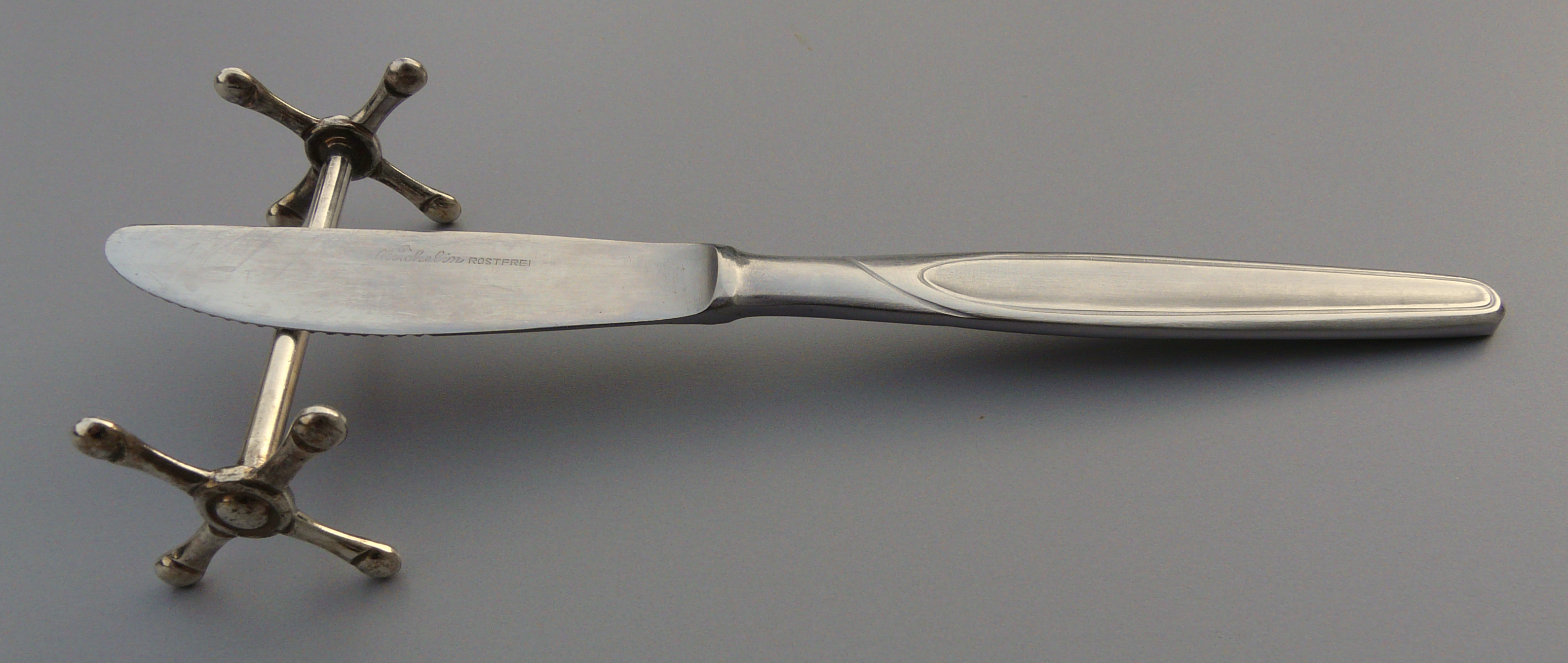
칼 받침대에 놓인 스테인리스 스틸 식사용 칼

테이블 나이프(영어: Table knife)는 단일 절삭 날과 뭉툭한 끝이 있는 커틀러리 품목으로, 상차림의 일부이다. 테이블 나이프는 일반적으로 적당히 날카롭기만 하며, 준비되고 조리된 음식을 자르도록 설계되었다.

## 역사
초기 서양에서는 식탁에서 특별한 종류의 칼을 사용하지 않았다. 모든 계층의 남성과 종종 여성들은 나무를 가지치기하는 것부터 개인 방어나 식탁에서 식사하는 것까지 다양한 작업을 위해 칼을 휴대했다. 앵글로색슨족과 게르만족의 이 칼은 색스라고 불렸으며, 종종 길이가 1피트(약 30cm)가 넘었다. 원래의 테이블 나이프는 아르망 장 뒤 플레시 드 리슐리외 추기경이 발명했다. 식사에 초대된 손님들은 보통 카데나라고 불리는 작은 케이스에 담긴 자신들의 커틀러리를 가져왔다. 17세기에 들어서야 엘리트들 사이에서 주최자들이 식탁에 커틀러리를 놓기 시작했다. 비록 1536년 신성 로마 제국 황제 카를 5세를 위한 이탈리아 만찬에서는 각 손님에게 칼, 숟가락, 포크가 제공되었다는 기록이 있지만, 이는 분명히 드문 일이었다.
테이블 나이프의 특징은 뭉툭하거나 둥근 끝이다. 이것의 기원, 즉 테이블 나이프 자체의 기원은 전통적으로 1637년경 아르망 장 뒤 플레시 드 리슐리외 추기경에게 돌려진다. 이는 식사 손님들이 칼끝으로 이를 쑤시는 습관을 고치기 위함이었다고 전해진다.
이후 1669년 프랑스의 루이 14세 국왕은 플랑드르 지방의 모든 뾰족한 칼을 금지하고, 칼범죄를 줄이기를 희망하며 뭉툭한 끝을 의무화했다.
어떤 식탁 세팅에서도 칼은 일반적으로 칼날에 제조사의 각인이 새겨지는 품목이다. 영국의 셰필드 시는 커틀러리 제조로 유명하며, 많은 칼에는 제조사 이름 외에 도시 이름이 새겨져 있다.
과거에는 칼날이 주로 탄소강 및 스테인리스 스틸로 만들어졌고, 손잡이는 뼈, 목재, 또는 상아로 만들어졌지만, 그림에 나온 예시처럼 현대에는 많은 제품이 손잡이와 칼날 모두 단일 스테인리스 스틸 조각으로 만들어진다.

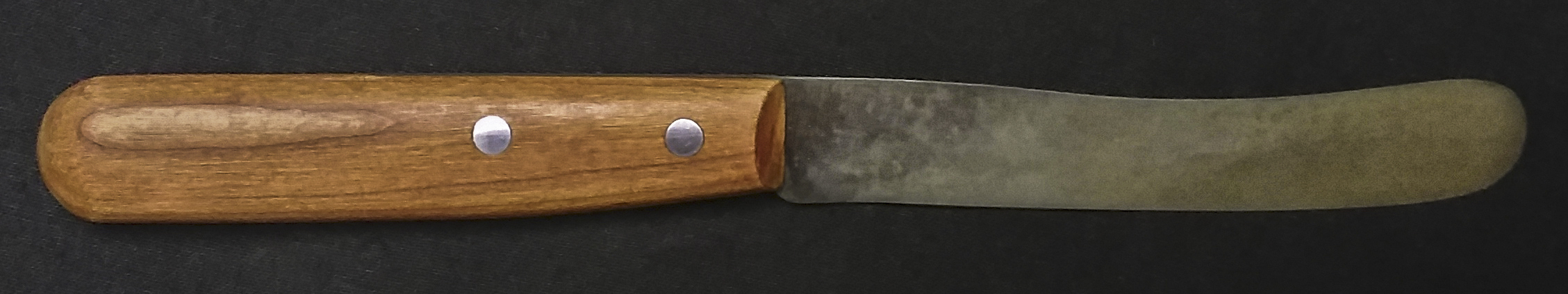
탄소강으로 만든 "버클스" 칼날이 있는 테이블 나이프

테이블 나이프의 특별한 유형으로는 "버클스(Buckels)" 칼날을 가진 칼이 있다. 이것은 "구식 독일식 테이블 나이프"라고도 불린다. 이 칼날은 일반적으로 매우 얇게 갈아내고 추가적으로 탄소강으로 만들어진다. 그 결과, 이 칼날은 매우 날카로워서 빵이나 롤빵을 자르기 위해 추가적인 톱니 모양 칼날이 있는 칼을 사용할 필요가 없다.
과거에는 큰 종류의 테이블 나이프를 "케이스 나이프"라고 불렀을 수도 있다. 이 칼들은 케이스에 보관되었으며, 칼집 칼로도 알려져 있었다.

## 같이 보기
- 스테이크 나이프 – 뾰족한 끝과 매우 날카롭고 종종 톱니 모양의 절삭 날이 있다
- 버터 나이프
- 크노크
- 포크

## 참고 문헌
- 스트롱, 로이, Feast: A History of Grand Eating, 2002, 조나단 케이프, ISBN 0224061380